# Étienne Onimus
Étienne Alphonse Albert Onimus (Mulhouse, 1º gennaio 1907 – Mulhouse, 3 gennaio 1982) è stato un cestista francese.

## Carriera
In carriera ha vinto 5 campionati francesi: 2 a testa con il Foyer Alsacien Mulhouse (1928 e 1929) e il CA Mulhouse (1935 e 1937), uno con il CAUFA Reims (1932).
Ha disputato 5 partite con la Francia, giocando anche le Olimpiadi 1936.